# Lepyronia
Lepyronia — род полужесткокрылых насекомых из семейства цикад-пенниц.

## Описание
Второй членик задних лапок снизу на заднем крае с одним поперечным вогнутым рядом зубчиков, таких же крепких, как на первом членике. Боковые кили переднеспинки слабо расходятся  назад, не длиннее бокового края глаза. Голова едва уже переднеспинки.

## Систематика
В составе рода:
- Lepyronia angulata Lallemand & Synave, 1955
- Lepyronia angulifera Uhler, 1876
- Lepyronia batrachoides Haupt, 1917
- Lepyronia bifasciata Liu, 1942
- Lepyronia coleoptrata (Linné, 1758)
- Lepyronia daedalia Distant, 1916
- Lepyronia geminata Jacobi, 1921
- Lepyronia gibbosa Ball, 1899
- Lepyronia gracilior Lindberg, 1923
- Lepyronia koreana Matsumura, 1915
- Lepyronia limbata Kato, 1933
- Lepyronia obliqua Jacobi, 1921
- Lepyronia picta Melichar, 1903
- Lepyronia quadrangularis (Say, 1825)
- Lepyronia sordida Stål, 1864
- Lepyronia v-nigrum Jacobi, 1921